# Feodosia Morozova

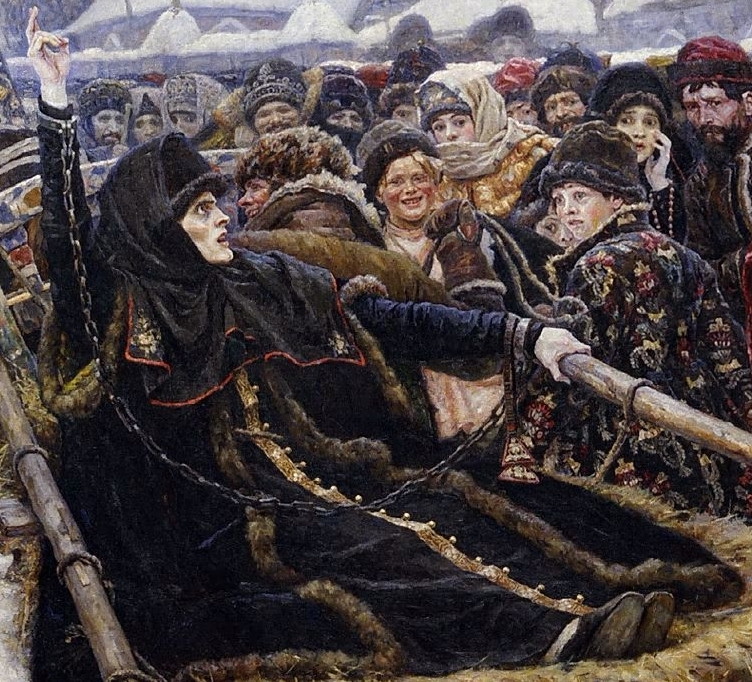
Fragmento de la pintura La boyarda Morózova de Vasili Súrikov que retrata el arresto de Feodosia en 1671. Ella sostiene dos dedos levantados, mostrando así la antigua forma de la Señal de la Cruz hecha con dos dedos que los nikonianos sustituyeron por una hecha con tres. 1877. Galería Tretiakov de Moscú

Feodosia Prokópievna Morózova (en ruso Феодóсия Прокóпьевна Морóзова) (1632 - 1675) fue una de las más conocidas partidarias del movimiento de los viejos creyentes o raskólniki.
Nació el 21 de mayo de 1632 en la familia del okólnichi Prokopi Fiódorovich Sokovnín. A la edad de 17, se casó con el boyardo Gleb Morózov, hermano del tutor del zar, Borís Morózov. Luego de la temprana muerte de su marido en 1662, retuvo una posición prominente en la Corte Rusa.

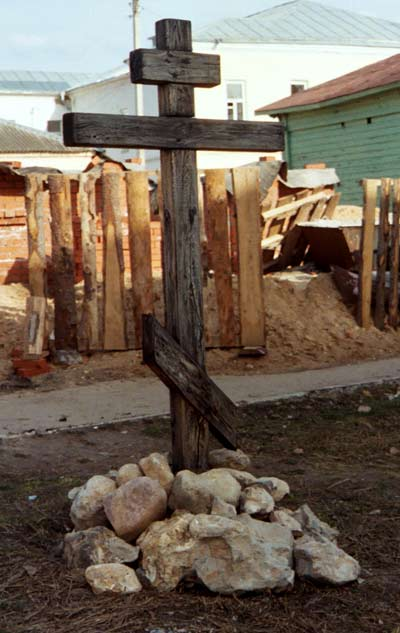
Tumba de Morózova en Bórovsk, c. 2002. Preparatorio restaurado en una capilla

Durante la Reforma de Nikon, Feodosia, siendo una penitente del protopope Avvakum, se unió al movimiento de los viejos creyentes y tomó secretamente los votos monásticos bajo el nombre de Teodora. Jugó un rol importante convenciendo a su hermana, la Princesa Eudoxia Urúsova, para que se uniera a los viejos creyentes.
Luego de muchas desgracias, las hermanas fueron encarceladas en un sótano subterráneo del Monasterio de San Pafnucio en Bórovsk, donde Feodosia murió de hambre el 1 de diciembre de 1675. Muchas comunidades de los viejos creyentes la veneran como una mártir.